# Leptotarsus errans
Leptotarsus errans är en tvåvingeart som först beskrevs av Edwards 1927.  Leptotarsus errans ingår i släktet Leptotarsus och familjen storharkrankar.
Artens utbredningsområde är Sri Lanka. Inga underarter finns listade i Catalogue of Life.